# Rhus integrifolia
 Rhus integrifolia és una espècie de planta de la família de les Anacardiàcies. És un arbust o arbre petit nadiu del Comtat de Santa Bàrbara, a l'oest del Comtat de Riverside, al sud-oest de Califòrnia, amb una àrea de distribució que s'estén fins al centre-nord de la costa del Pacífic, Baixa Califòrnia i algunes illes, com l'Illa de Cedres. La comunitat de plantes es troba sovint als congosts, i al nord, front a les vessants de les elevacions per sota dels 900 msnm. Sovint s'hibrida amb Rhus ovata.
Les fulles són simples (inusual en un gènere on la majoria de les espècies són trifoliades). Les fulles són dentades amb una aparença de cera per sobre i per sota d'un to més pàl·lid. Les flors, que apareixen entre febrer i maig, són petites, estretament agrupades, i poden ser bisexuals.
El fruit madur de Rhus integrifolia és enganxós, de color vermellós, cobert de pèls, mesurant al voltant de 7 a 10 mm de diàmetre. Els raïms de fruits es presenten als extrems de les branquetes. Encara que moltes plantes dins del gènere Rhus es consideren tòxiques, se sap que les baies d'aquesta espècie poden ser utilitzades per a elaborar una beguda similar en gust a la llimonada.

## Taxonomia
Rhus integrifolia va ser descrita per (Nutt.) Benth. & Hook. f. ex W.H. Brewer & S. Watson i publicada a Geological Survey of California, Botany 1: 110. 1876[1879].

### Etimologia
- Rhus: nom genèric que deriva de la paraula grega per a "vermell", fent al·lusió als cridaners colors de la tardor d'algunes espècies.
- integrifolia: epítet llatí que significa "amb fulles senceres".[3]